# Nowotroickoje (obwód sachaliński)
Nowotroickoje (ros. Новотроицкое) – wieś w Rosji, w obwodzie sachalińskim, w rejonie aniwskim. W 2010 liczyła 496 mieszkańców.